# Oliver de Paderborn
Oliver de Paderborn, també anomenat Thomas Olivier, Olivier de Colònia, (c.1170-11 de setembre del 1227) fou un cardenal alemany de l'Església Catòlica, nomenat pel papa Honori III, que predicà la cinquena croada. Home culte i savi, va escriure sobre les croades, i es va fer famós per la màquina de setge que va inventar.
Hi ha poques dades sobre els primers anys de la seva vida, podria haver nascut a Westfàlia o a Frísia devers l'any 1170. Oliver va estudiar teologia i la seva habilitat per aprendre llengües li va fer possible obtenir coneixements de física i matemàtiques, aprenent pel seu compte amb la lectura de tot tipus de llibres. Va ser canonge a Paderborn des del 1196 on també va ser professor i després va ensenyar a Colònia (Alemanya). Vers el 1205 va esdevenir secretari de l'arquebisbe de Colònia Bruno IV. El papa Innocenci III li assignà l'església d'Épernay el 1213. Oliver predicà la Cinquena Croada al comtat de Flandes, a la diòcesi d'Utrecht, també a Frísia i per Renània i va reclutar cinquanta mil soldats. Acompanyà l'expedició croada que el 1219 capturà Damiata, ciutat del delta del Nil, gràcies a una màquina inventada per ell. El setge fou dur i Andreu d'Hongria volia tornar al seu país, però la intervenció d'Oliver fou fonamental per fer-lo romandre a Egipte. La impaciència del legat en aquesta expedició, Pelagio Galvani, només feia que crispar els nervis dels croats, la qual cosa que Oliver es va encarregar d'apaivagar. Quan finalment els croats se'n van anar d'Egipte el 1121, ell s'hi va quedar fins al setembre o l'octubre del 1122, predicant l'evangeli entre els musulmans, per veure si els podia convertir a la fe cristiana.
Oliver fou nomenat bisbe de Paderborn el 1223, diòcesi que va abandonar quan fou nomenat cardenal pel papa Honori III el 28 de setembre del 1225, pel bisbat de Sabina. No participà en l'elecció papal de l'any 1227 en la qual fou escollit Gregori IX. Fou legat i estigué al servei de l'emperador Frederic II del Sacre Imperi Romanogermànic, que ha hagut d'acompanyar a la Terra Santa, però va morir abans, mentre s'estava a Òtranto, a causa d'una epidèmia que va afectar les tropes croades.
Va escriure en llatí una Història de Damiata i Història dels reis de Terra Santa. La Crònica dels fets dels prínceps de Francònia, Tubingia i Lotaríngia, no és obra seva encara que de vegades se li ha atribuït.